# Lexie Liu
Lexie Liu, también conocida como Liu Boxin (en chino simplificado, 刘柏辛; pinyin, Liú Bóxīn; nacida el 21 de diciembre de 1998), es una cantante, rapera y compositora china. En 2015 participó en el concurso televisivo surcoreano K-pop Star 5 en el que quedó en cuarto lugar junto a su grupo. Su carrera como solista se catapultó, tres años más tarde, en julio de 2018, al volver a quedar en cuarto lugar en The Rap of China. En febrero del siguiente año lanzó "2030" en Estados Unidos, su debut EP, el cual incluía ocho sencillos, entre ellos "Outta Time" con Killy, "Love and Run", "Hat Trick" y "Nada".La cantante también actuó como Seraphine en la canción "More" de K/DA .

## Primeros años
Liu nació y creció en Changsha, Hunan. Desde joven se interesaó por la música. Comenzó a bailar cuando tenía cuatro años y aprendió a tocar el piano a los seis. Estando en undécimo grado se transfirió a un instituto internacional. Sin embargo, se tomó un año sabático el siguiente curso para hacer música. Fue a Corea y participó en el realityshow, K-pop Star 5, bajo el nombre de Liu Yuyu, su nombre de nacimiento, como miembro de un grupo de 4 chicas llamado "Mazinga S", ganando el cuarto lugar.
Durante la filmación del programa de televisión K-pop Star 5, Liu presentó su solicitud en la Universidad de Fordham para estudiar International Business. Sin embargo, más tarde abandonó sus estudios para seguir con su carrera musical. 

## Carrera

### 2016-presente: carrera independiente,2030,Meta EgoyGone Gold
En enero de 2017, se lanzó su primer sencillo original, "Coco Made Me Do It", logrando más de 5 millones de visitas. Un mes más tarde actuó en el festival de música SXSW, uno de los más grandes del mundo, dando a conocer así a la audiencia estadounidense la música pop china.
En enero de 2018 compuso "Role" para Li Yifeng, un cantante y actor popular chino. 
En julio del mismo año participó en The Rap of China, entrando en la ronda final con la canción "Mulan", ganando el cuarto lugar.  Mientras competía en The Rap of China, Liu firmó con el sello estadounidense 88rising . 
En noviembre, lanzó su nueva canción "Sleep Away" de su siguiente debut EP 2030, previamente lanzado en China. La canción fue nombrada como una de las "10 canciones que necesitas en tu vida" por The Fader,  Nylon la incluyó como uno de los "Mejores lanzamientos musicales de la semana",  y Refinery29 aseguró que "sus oídos están muy interesados en Lexie".
El 18 de diciembre de 2018, Liu lanzó "Nada", su nuevo sencillo con influencia cyberpunk, junto con un vídeo musical de temática futurista.  The Line of Best Fit la describió como "La feroz y transcultural energía de Lexie Liu se sumerge en una dimensión de ciencia ficción en la que no existen las barreras lingüísticas. Fusiona el mandopop con ritmos lúgubres en un mundo digital retro-futurista y con los efectos visuales de su vídeo Tron-esque, dirigido por mamesjao".  "Nada" también apareció en "Best Of the Week" de Apple Music una vez que salió.
En febrero de 2019, lanzó su debut EP 2030 en Estados Unidos incluyedo dos nuevos sencillos "Outta Time" con Killy y "Love and Run".  
En septiembre del mismo año lanzó su sencillo "Ok, Ok, Ok". 
El 27 de diciembre de 2019 lanzó su álbum Meta Ego. 
El 28 de octubre de 2020, Liu puso voz a la campeona Seraphine en el grupo virtual de K-pop de Riot Games, K/DA en su nueva canción " More" de su obra extendida All Out. Actuó también en el escenario del Campeonato Mundial League of Legends 2020 en Shanghái. 
El 28 de enero de 2021, Liu lanzó a nivel internacional su segundo EP, Gone Gold (lanzado como "Online 上线了" en China), junto con su más reciente sencillo, "ALGTR", escrito y producido por ella misma al igual que el resto del EP.  Marcó otro cambio en la dirección del sonido con influencias electro-pop mucho más notables que los anteriores. El tema contemporáneo del proyecto reflejado en los vídeos musicales de la canción principal y del resto de la lista de canciones, dirigidas por Jeremy Z. Qin, colaborador habitual, gira en torno a la idea de vivir como el personaje de un juego en línea. Se inspiró en los disturbios experimentados a lo largo de 2020 como resultado de la pandemia mundial de COVID-19, donde la única fuente de comprensión del mundo para la cantante era a través de una pantalla, lo que la llevó a imaginar cómo sería la vida sin este recurso.
El 21 de noviembre de 2022 estrenó un sencillo titulado "Fortuna", acompañado de un vídeo musical. "Fortuna" supone un ligero cambio en el estilo de Liu, ya que se trata de un tema enérgico de inspiración electropop que utiliza el mandarín, el inglés y el español en la letra. La letra y el vídeo musical de la canción se inspiraron en gran medida en la mitología egipcia y el tarot, recibieron el nombre de la diosa romana Fortuna y hicieron referencias a las deidades egipcias Set y Anubis.
El 29 de noviembre del mismo año acompañó el lanzamiento anterior con "Magician", ambas canciones se inspiraron la adivinación con tarot . La letra hace referencia a los arcanos mayores del Mago, la Luna, el Sol, al igual que a los palos de Copas, Bastos y Oros de las barajas del tarot. El estilo musical de este sencillo explora de manera más profunda la música electrónica pesada y se interpretó en inglés y mandarín.

## Imagen pública
Su imagen distintiva ha conseguido llamar laatención de la industria de la moda, consiguiendo así puestos en la Semana de la Moda de París de 2019 como embajadora de la marca de gafas Yves Saint Laurent en la región de Asia Pacífico, Louis Vuitton Show 2018 en China, la campaña Suede 50 de Puma y la campaña TVC de Año Nuevo de Levi's.

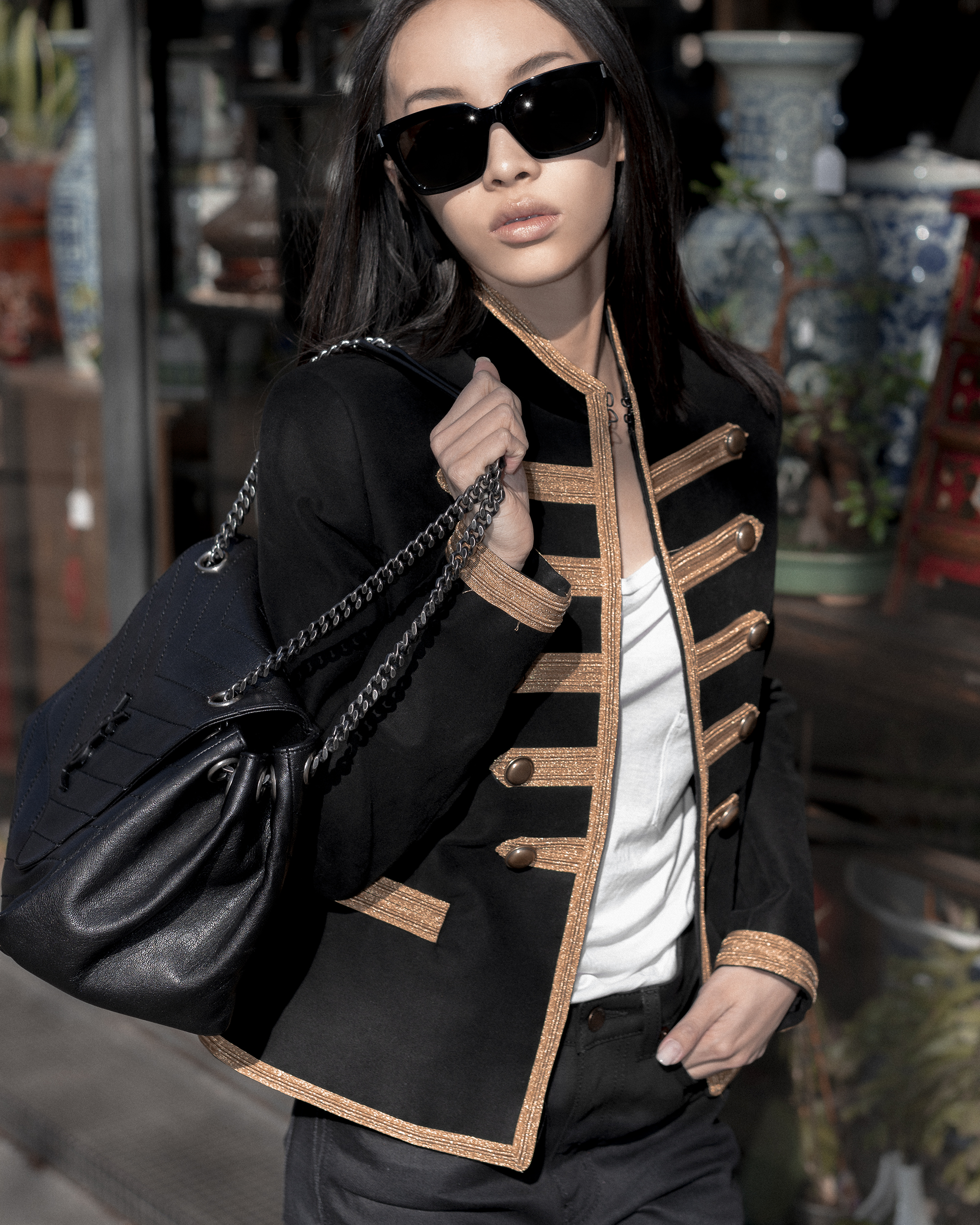
Liu en febrero de 2019

Lexie también ha aparecido en las páginas impresas de las publicaciones de moda más destacadas de Asia Oriental, como Vogue me (China), BAZAAR China, Nylon Japan y Nylon China.
Fue descrita como "el rostro de una generación de nuevos artistas chinos que irrumpen en el mainstream estadounidense con un sonido único e intercultural" por V, una revista de moda estadounidense.
"Lexie Liu demuestra su condición de próxima superestrella mundial de China con el futurista "Nada", descrito por The Line of Best Fit, "nacida y criada en Changsha, China, "Nada" de Lexie Liu, de 19 años, es su tercer sencillo publicado tras fichar por 88rising". "Lexie Liu encabeza la nueva generación de artistas de Asia oriental que causan sensación en la industria musical mundial. El año pasado se convirtió en la artista china más joven en actuar en el SXSW, tras saltar a la fama en el programa de televisión surcoreano "K-pop Star" y quedar cuarta en el programa de talentos de rap "The Rap of China", dominado mayoritariamente por hombres".
Tras el lanzamiento de su sencillo "Like A Mercedes", el vídeo musical de la canción, de inspiración ciberpunk, fue la primera presentación de Lexie Liu a un público mundial, mostrando cómo "su sonido provocativo está trascendiendo las barreras lingüísticas". 
Su EP de debut lanzado en febrero de 2019 fue altamente recomendado, "con una característica de Killy en Outta Time, además de los nuevos singles Sleep Away, Hat Trick y Nada, el eight-tracker es un impresionante proyecto bilingüe que muestra las habilidades de la artista nacida y criada en Changsha a través del rap, las voces R&B y la producción." 
Flaunt, una revista estadounidense de moda y cultura también elogió el EP debut de Lexie, 2030, diciendo "narra su vida y su viaje dentro de la música; manifestando su psique interior a través de voces oníricas y vibrantes películas musicales. Dinámica en todos los aspectos, Lexie tiene una trayectoria prometedora en los próximos años". 

## Filmografía

### Espectáculos de variedades
| Año  | título en inglés | Título original | Red      | Role                    | Notas |
| ---- | ---------------- | --------------- | -------- | ----------------------- | ----- |
| 2018 | The Rap of China | 中国新说唱      | iQiyi    | Concursante             |       |
| 2020 | Singer 2020      | 歌手.當打之年   | Hunan TV | Concursante del desafío |       |
| 2021 | Stage Boom       | 爆裂舞台        | iQiyi    | Concursante             |       |

## Discografía

### Álbumes de estudio
- 2029 (2018)
- Meta Ego 无限意识 (2019)
- The Happy Star 幸福星 (2022)

### Obras ampliadas
- 2030 (2018)
- GONE GOLD上线了 (2021)

## Colaboración con marcas.
- En enero de 2022 se convirtió en la nueva modelo de Ford EVOS.
- En octubre de 2021 se convirtió en embajadora de la marca Miu Miu en la región de China.
- En marzo de 2019 se convirtió en embajadora de la marca Saint Laurent Eyewear en la región de Asia Pacífico. [25]
- En noviembre de 2018 fue invitada como una de las celebridades invitadas a asistir al desfile de Louis Vuitton llamado "Volez Voguez Voyage".
- En diciembre de 2017 participó en el rodaje de la campaña TVC de Año Nuevo de Levis llamada Gan Jiu Xing . También apareció como modelo en carteles en las tiendas Levis locales de todo el mundo.
- En octubre de 2017 colaboró con Puma y se convirtió en miembro del Grupo Puma, y asistió a Puma SUEDE, la fiesta del 50 aniversario de Puma.

## Premios y nominaciones
| Año  | Trabajo nominado | Evento                          | Otorgar | Resultado | Ref. |
| ---- | ---------------- | ------------------------------- | --- | --------- | ---- |
| 2019 | 2029             | 30th Golden Melody Awards       | rowspan="" style="background-color: var(--background-color-success-subtle, #cccccc); color:inherit;; text-align:center; vertical-align:middle;" \| | [ 26 ]    |      |
| 2021 | "More"           | Game Audio Network Guild Awards | rowspan="" style="background-color: var(--background-color-success-subtle, #cccccc); color:inherit;; text-align:center; vertical-align:middle;" \| | [ 27 ]    |      |
| 2023 | The Happy Star   | 34th Golden Melody Awards       | rowspan="" style="background-color: var(--background-color-success-subtle, #cccccc); color:inherit;; text-align:center; vertical-align:middle;" \| | [ 28 ]    |      |